# Referendum w Islandii w 1918 roku
W wyniku referendum w 1918 roku Islandia została przekształcona, z części państwa duńskiego, w suwerenne państwo. Proponowane zmiany poparło 92,6% głosujących.